# Wonju
Wonju ist eine südkoreanische Stadt. Sie ist die bevölkerungsreichste Stadt der im Nordosten des Landes gelegenen Provinz Gangwon.
Wonju grenzt im Norden an den Landkreis Hoengseong und im Osten an den Landkreis Yeongwol, die beide ebenfalls zur Provinz Gangwon gehören. Im Westen grenzt die Stadt an die Provinz Gyeonggi, im Süden an die Provinz Chungcheongbuk. 
In Wonju gibt es drei Universitäten: Sangji University und die privaten Halla University und Yonsei University (Zweitcampus neben Seoul). 

## Geschichte
Die Stadt wurde 678 als Bugwongyeong (北原京) gegründet, 940 folgte ihre Umbenennung in Wonju. 1395 wurde sie Verwaltungssitz der Provinz Gangwon und blieb es bis zur Neuordnung der Verwaltungsgliederung im Jahr 1896, als Chuncheon die neue Provinzhauptstadt wurde.
Zwischen 1910 und 1945 war Korea Teil des Japanischen Kaiserreichs. Da Japanisch in dieser Zeit Nationalsprache war, wurde der Stadtname 原州 japanisch Genshū gelesen.

## Verwaltungsgliederung
- Munmak-eup (문막읍)
- Buron-myeon (부론면)
- Gwirae-myeon (귀래면)
- Hojeo-myeon (호저면)
- Hongeop-myeon (흥업면)
- Jijeong-myeon (지정면)
- Panbu-myeon (판부면)
- Sillim-myeon (신림면)
- Socho-myeon (소초면)

## Sehenswürdigkeiten
Östlich der Stadt liegt der Chiaksan-Nationalpark, der eine Fläche von 181 Quadratkilometern umfasst. Die höchste Erhebung ist der Birobong mit 1288 Metern. Auf dem Gebiet des Nationalparks liegen auch die historischen Tempelanlagen Kuryongsa, Sangwonsa und Ipseoksa.

## Partnerstädte
- Roanoke,  Vereinigte Staaten (seit dem 21. Januar 1965)
- Hefei,  Volksrepublik China (seit dem 20. Juni 2002)
- Edmonton,  Kanada (seit dem 3. November 1998)
- Yantai,  Volksrepublik China (seit dem 24. Oktober 2000)

## Söhne und Töchter der Stadt
- Choi Kyu-ha (1919–2006), Premierminister und Präsident von Südkorea
- Dal Joon Lee (1939–2010), koreanisch-amerikanischer Tischtennisspieler
- James Kim Ji-seok (* 1940), katholischer Geistlicher, emeritierter Bischof von Wonju
- Lee Yun-hwa (* 1985), Badmintonspielerin
- Yeol Eum Son (* 1986), Pianist
- Lee So-ra (* 1994), Tennisspielerin
- Seo Young-jae (* 1995), Fußballspieler
- Shin Yu-na (* 2003), Sängerin[2]